# Уэмбли (1923)
Стадион «Уэ́мбли» (англ. Wembley Stadium), также известный как Empire Stadium или Старый «Уэмбли» — футбольный стадион в Уэмбли, северо-западном районе Лондона, открытый в 1923 году и просуществовавший ровно 80 лет. На его месте в настоящее время располагается новый стадион «Уэмбли», открытый в 2007 году. На старом «Уэмбли» проводились финальные матчи Кубка Англии, пять финалов Кубка европейских чемпионов, матчи летних Олимпийских игр 1948 года, чемпионата мира по футболу 1966 года, чемпионата Европы 1996 года и многочисленные концерты.

## История

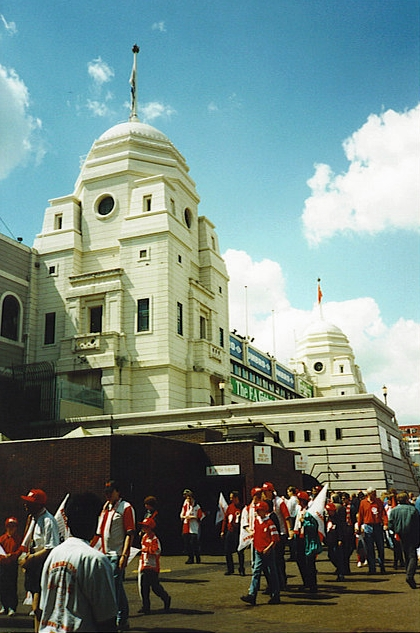
Легендарные «башни-близнецы» старого «Уэмбли»

Стадион был торжественно открыт Королём Великобритании Георгом V 28 апреля 1923 года. Изначально он назывался «Выставочный стадион Британской империи» (British Empire Exhibition Stadium) или просто «Эмпайр стэдиум» (Empire Stadium). Его построила компания Sir Robert McAlpine к выставке Британской империи 1924 года. Стадион был возведён из бетона за 12 месяцев; на строительстве работало около 3000 человек.
Затраты на строительство стадиона составили £750 000. Стадион был возведён на месте, где ранее располагалась башня-фолли под названием «Уоткинс Тауэр». Архитекторами проекта были Джон Уильям Симпсон и Максвелл Эйртон, а главным инженером — Оуэн Уильямс. Изначально предполагалось, что после завершения выставки стадион будет разрушен, но затем его решено было сохранить. На этом месте (Уэмбли Парк) традиционно проводились футбольные и крикетные матчи начиная с 1880-х годов.
По окончании выставки предприниматель Артур Элвин (позднее получивший титул сэра) начал скупать покинутые павильоны один за другим, разрушая их и продавая утильсырьё. Сам стадион был признан «финансово несостоятельным». Элвин предложил выкупить стадион за £127 000, используя £12 000 в качестве первого взноса.
После смерти изначального владельца стадиона, Элвин выкупил «Уэмбли» у новых владельцев (Wembley Company) по номинальной стоимости, а затем вновь продал, получив большой доход. Вместо денег он получил долю в собственности стадиона и стал его председателем.
В 1963 году на стадионе было установлено электронное табло, а также по всему периметру возведена крыша из алюминия и светопрозрачного стекла.

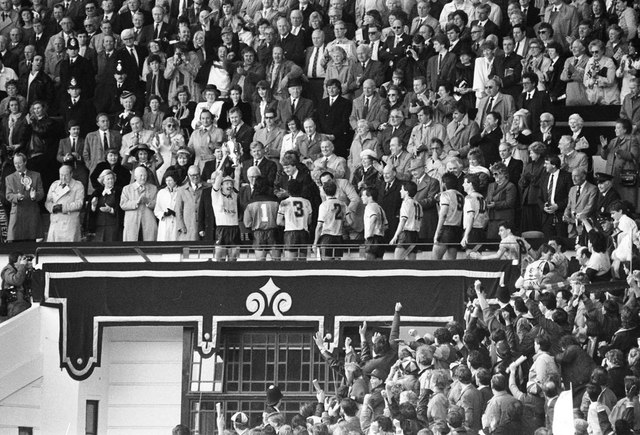
Королевская ложа в 1986 году

Отличительным знаком стадиона были его белые «башни-близнецы», благодаря которым стадион получил своё прозвище (Twin Towers). Также стадион был известен лестницей из 39 ступеней, по которым футболисты поднимались в королевскую ложу (Royal box) для получения медалей. «Уэмбли» был известен как Hallowed Turf (с англ. — «священный газон»), после чего многие футбольные стадионы мира заимствовали это название. Памятная коллекция оригинального стадиона «Уэмбли» хранится в Национальном футбольном музее в Престоне.
В октябре 2000 года стадион был закрыт, а в 2003 году полностью разрушен, после чего на его месте началось строительство нового «Уэмбли».

## Футбольные матчи
«Уэмбли» получил наибольшую известность как место проведения футбольных матчей: финалов Кубка Англии, матчей национальной сборной Англии и других.

### «Финал белой лошади»

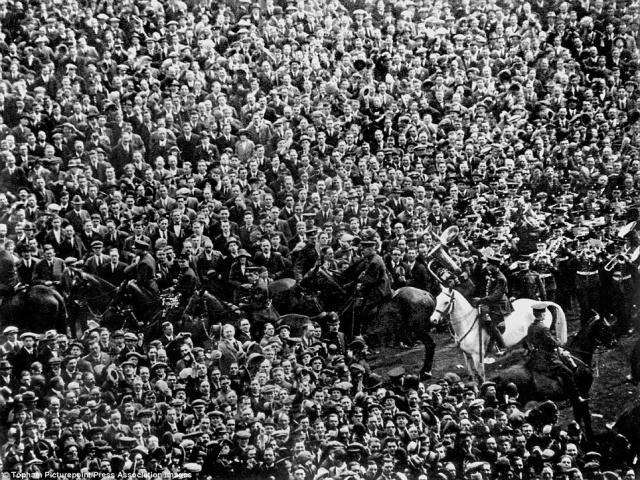
Белая лошадь Билли, герой финала Кубка Англии 1923 года

«Эмпайр стэдиум», построенный в 1923 году, был назван «величайшей спортивной ареной в мире» и широко разрекламирован накануне финального матча Кубка Англии. Футбольная ассоциация недооценила количество зрителей, пожелавших попасть на матч, разрешив продавать билеты на матч прямо у входа.

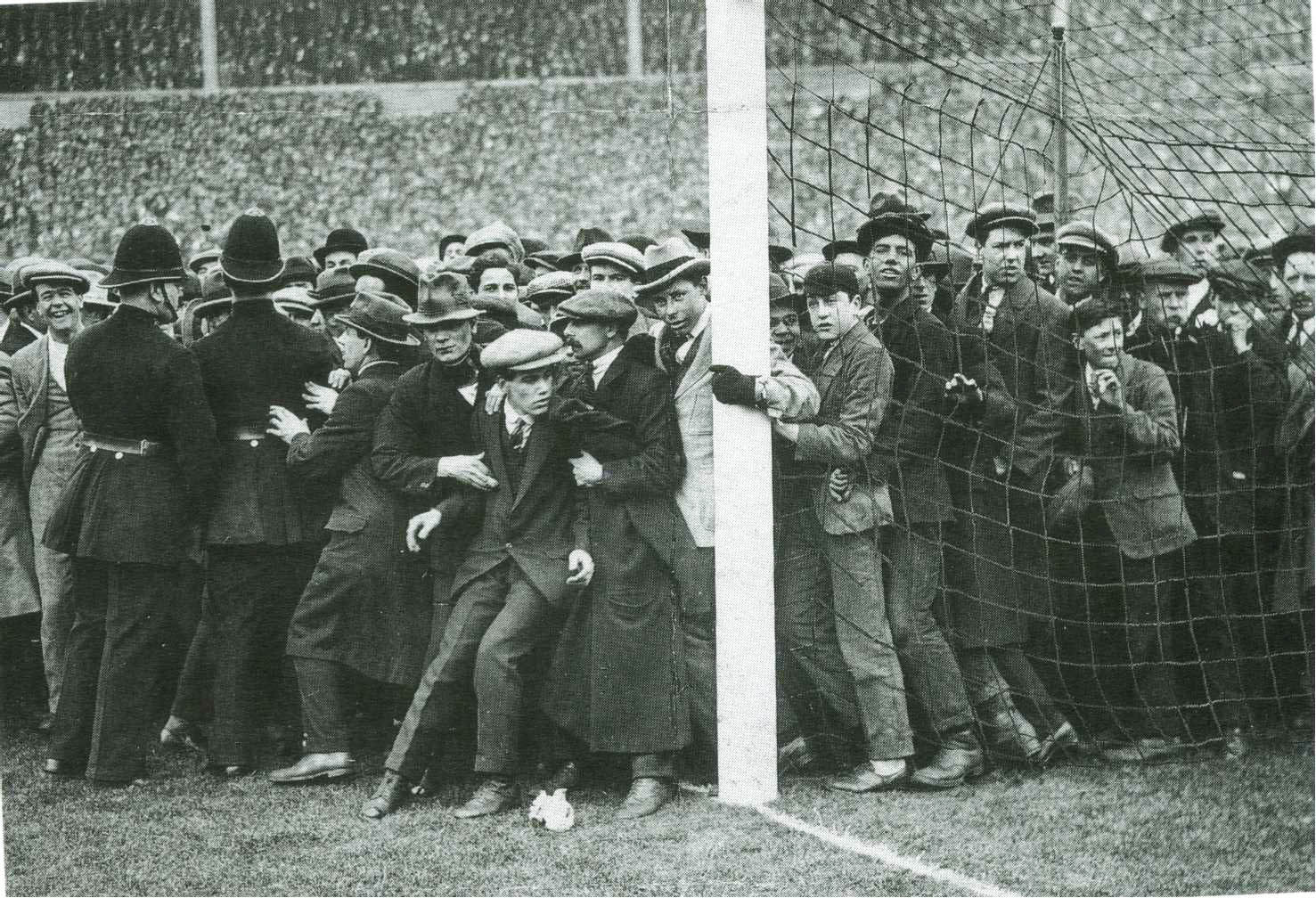
Толпы зрителей на футбольном поле

Матч состоялся 28 апреля 1923 года. В нём встретились английские клубы «Болтон Уондерерс» и «Вест Хэм Юнайтед». Первый финал на «Уэмбли» вызвал невероятный ажиотаж, и толпы народа устремились на стадион, значительно превысив его проектную вместимость, которая составляла 125 000 мест. Масса людей общей численностью от 150 000 до 300 000 человек быстро заполнила трибуны, после чего люди начали толпиться на пространстве перед футбольным полем и на самой игровой площадке. На стадион была введена конная полиция (один из полицейских был верхом на лошади светлого окраса, став одним из наиболее ярких символов дня) с целью расчистки футбольного поля от наседающих толп. Матч был отложен на 45 минут, так как множество людей стояло на футбольном поле. «Финал белой лошади» зафиксировал рекордную посещаемость, став самым массовым спортивным событием в мире. Благодаря усилиям конной полиции футбольное поле было очищено от зрителей и матч состоялся. Новый пешеходный мост, ведущий от железнодорожной станции к новому «Уэмбли», был назван «мостом белой лошади» (White Horse Bridge).

### «Финал Мэтьюза»
В 1953 году в финале Кубка Англии встретились «Блэкпул» и «Болтон Уондерерс». Этот финал широко известен в Англии под названием «Финал Мэтьюза» (Matthews Final) из-за крайнего полузащитника «Блэкпула» Стенли Мэтьюза. Мэтьюзу было 38 лет, и он проводил свой третий финал Кубка Англии, проиграв два предыдущих, в 1948 и 1951 годах. Мэтьюз провёл блестящий матч, хотя хет-трик в нём сделал Стэн Мортенсен, а «Блэкпул» выиграл встречу со счётом 4:3. Этот финал остаётся единственным финалом Кубка Англии, в котором был сделан хет-трик.
Финалы Кубка Англии регулярно проводились на «Уэмбли» до 2000 года (кроме переигровки финала Кубка Англии 1970 года, в котором «Челси» обыграл «Лидс» на стадионе «Олд Траффорд»). Также на «Уэмбли» проводились финалы Молодёжного кубка Англии, Кубка Футбольной лиги (кроме первых розыгрышей), Трофея Футбольной лиги и матчи плей-офф Футбольной лиги.

### Матчи сборной

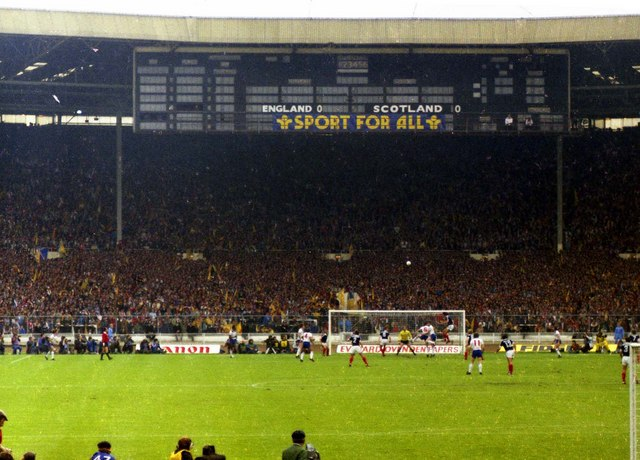
Сборная Англии против Шотландии в 1981 году

До постройки «Уэмбли» Сборная Англии проводила свои домашние матчи на разных стадионах по всей стране. Свои первые матчи сборная Англии проводила на стадионе «Кеннингтон Овал», построенном в 1845 году в качестве крикетной площадки. В первые 27 лет после строительства «Уэмбли» сборная Англии играла на нём домашние матчи только против сборной Шотландии, а матчи с другими сборными проводила на других стадионах. Так продолжалось до 1951 года. Первой командой, исключая Шотландию, с которой англичане сыграли на «Уэмбли», стала Аргентина.
В 1956 и 1971 годах домашние матчи на «Уэмбли» проводила сборная Великобритании в рамках отборочного турнира к Летним Олимпийским играм
В 1966 году «Уэмбли» был главным стадионом проходившего в Англии чемпионата мира. На нём прошёл финальный матч, в котором англичане обыграли немцев со счётом 4:2. Через тридцать лет «Уэмбли» принимал матчи чемпионата Европы, включая финал, в котором сборная Германии обыграли сборную Чехии с помощью первого золотого гола в истории международного футбола.

### Клубный футбол

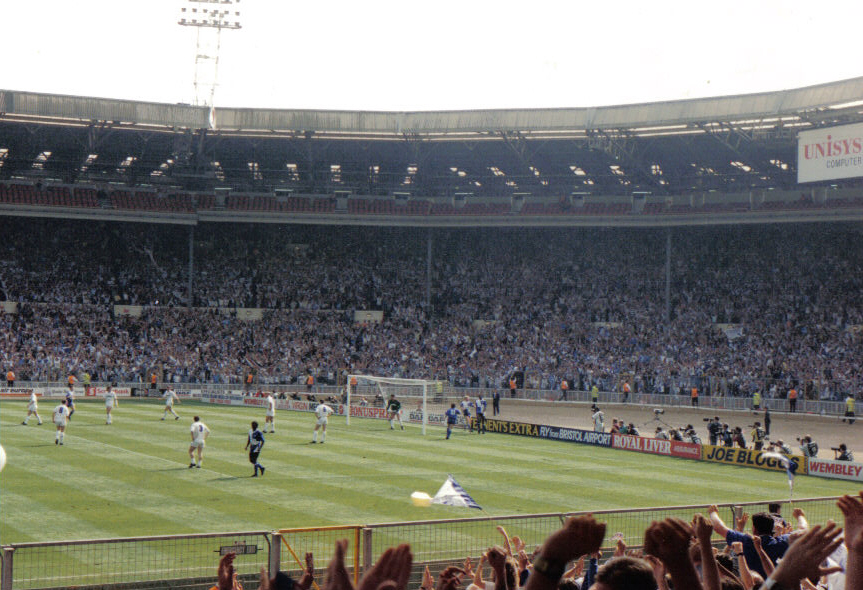
«Бристоль Роверс» и «Транмир Роверс» в финальном матче Трофея Футбольной лиги в 1990 году

На «Уэмбли» были проведены пять финалов Кубка европейских чемпионов, главного клубного футбольного турнира в Европе. Дважды в этих финалах участвовали английские клубы, и оба раза они праздновали победу: в 1968 году «Манчестер Юнайтед» победил «Бенфику» со счётом 4:1, а в 1978 году «Ливерпуль» победил «Брюгге» со счётом 1:0. В 1963 году «Милан» выиграл у «Бенфики» со счётом 2:1, а в 1971 году «Аякс» обыграл «Панатинаикос» со счётом 2:0. В 1992 году «Барселона» выиграла у «Сампдории» со счётом 1:0. На «Уэмбли» также прошли два финала Кубка обладателей Кубков УЕФА: в 1965 году, когда «Вест Хэм Юнайтед» обыграл «Мюнхен 1860», и в 1993 году, когда «Парма» победила «Антверпен».
На «Уэмбли» свои домашние матчи в Лиге чемпионов УЕФА проводил лондонский «Арсенал» в сезонах 1998/99 и 1999/2000. В 1930 году «Лейтон Ориент» сыграл на «Уэмбли» два своих домашних матча в Третьем южном дивизионе, а в сезоне 1930/31 любительский клуб «Илинг» провёл на стадионе восемь своих матчей.
В марте 1998 года лондонский «Арсенал» сделал предложение о покупке «Уэмбли», так как искал возможности замены своего стадиона «Хайбери» на более вместительный. Предложение было отвергнуто, а «Арсенал» решил инвестировать деньги в строительство нового стадиона, который получил название «Эмирейтс» и был открыт в 2006 году.

### Последние матчи
20 мая 2000 года на стадионе прошёл финал Кубка Англии, в котором встретились «Челси» и «Астон Вилла». Это был последний финал Кубка Англии в истории старого «Уэмбли». Победу в матче одержал «Челси», победный гол забил Роберто Ди Маттео. Дэвид Джек забил первый гол на «Уэмбли» в «финале белой лошади» в 1923 году. Последний гол на старом «Уэмбли» со штрафного удара забил Дитмар Хаманн в матче между сборными Англии и Германии 7 октября 2000 года. Этот матч стал последним в истории старого «Уэмбли».
Легендарный футболист Пеле сказал по поводу стадиона «Уэмбли»: «Уэмбли — это кафедральный собор футбола. Это столица футбола и сердце футбола».

## Другие виды спорта

### Летние Олимпийские игры 1948
«Уэмбли» был главной ареной для легкоатлетов на Летних Олимпийских играх 1948 года. Среди известных победителей, завоевавших медали на «Уэмбли», были Фанни Бланкерс-Кун и Эмиль Затопек. На стадионе также прошли полуфинальные и финальные матчи Олимпиады по хоккею на траве и по футболу.

### Спидвей
С 1936 по 1960 годы на «Уэмбли» проводились все 15 финалов чемпионата мира по спидвею. После этого стадион принял ещё семь финалов, последний из которых прошёл в 1981 году. Также «Уэмбли» был домашним стадионом для мотоциклетной команды по спидвею «Уэмбли Лайонс», которую основал бывший владелец стадиона Артур Элвин.

### Регбилиг

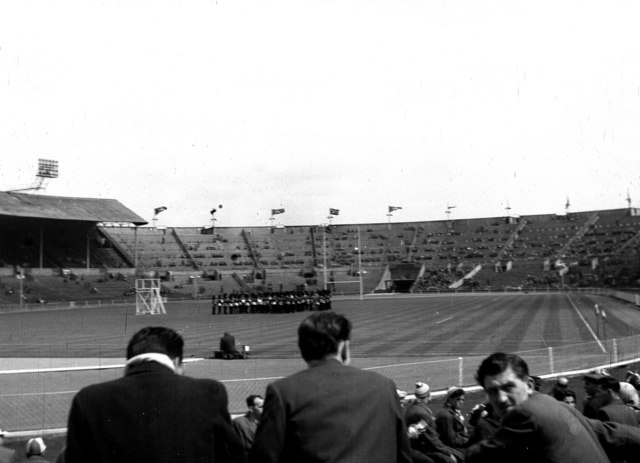
Оркестр развлекает публику перед финальным матчем Кубка регбийной лиги 1956 года

Футбольная лига регби регулярно проводила соревнования по регбилиг на «Уэмбли» с 1929 года. Самая большая посещаемость матча регбилиг была зафиксирована в 1985 году, когда 99 801 человек наблюдали за тем, как «Уиган» обыграл «Халл» со счётом 28:24. На стадионе также проводились международные матчи, включая матч Великобритании против Австралии в 1992 году, за которым наблюдали 73 631 зритель.

### Регби
Стадион не был традиционным местом проведения матчей по классическому регби, однако 17 октября 1992 года Англия сыграла на «Уэмбли» против Канады, так как главный стадион регбийной сборной англичан в Туикнеме был закрыт на реконструкцию. Уэльс проводил матчи Кубка пяти наций и осенние тестовые матчи на «Уэмбли» в период реконструкции «Кардифф Армс Парк». Всего «Уэмбли» принял семь международных матчей регби-юнион.
| Дата            | Турнир                      | Хозяева | Хозяева | Гости          | Гости |
| --------------- | --------------------------- | ------- | ------- | -------------- | ----- |
| 17 октября 1992 | Тестовые осенние матчи 1992 | Англия  | 26      | Канада         | 13    |
| 29 ноября 1997  | Тестовые осенние матчи 1997 | Уэльс   | 7       | Новая Зеландия | 42    |
| 5 апреля 1998   | Кубок пяти наций 1998       | Уэльс   | 0       | Франция        | 51    |
| 7 марта 1998    | Кубок пяти наций 1998       | Уэльс   | 19      | Шотландия      | 13    |
| 14 ноября 1998  | Тестовые осенние матчи 1998 | Уэльс   | 20      | ЮАР            | 28    |
| 20 февраля 1999 | Кубок пяти наций 1999       | Уэльс   | 23      | Ирландия       | 29    |
| 11 апреля 1999  | Кубок пяти наций 1999       | Уэльс   | 32      | Англия         | 31    |

### Собачьи бега
На «Уэмбли» также регулярно проводились собачьи бега. Это был первый вид спорта, который сэр Артур Элвин организовал на стадионе. В 1927 году 50 000 зрителей наблюдало за бегами, в которых победу одержал грейхаунд по кличке Спин (Spin).
Именно собачьи бега обеспечивали большую часть дохода для стадиона в 1930-е, 1940-е и 1950-е годы, всегда привлекая тысячи зрителей. Это продолжалось до начала 1960-х годов.
Владелец стадиона «Уэмбли» отказался отменить регулярные собачьи бега перед матчем чемпионата мира 1966 года, из-за чего матч между национальными сборными Уругвая и Франции прошёл не на «Уэмбли», как планировалось, а на «Уайт Сити».

### Американский футбол
В 1980-е и 1990-е годы Национальная футбольная лига проводила ряд предсезонных матчей по американскому футболу на стадионе «Уэмбли». «Миннесота Вайкингс» и «Сент-Луис Кардиналс» провели первый матч на «Уэмбли» 6 августа 1983 года. «Лондон Монаркс» выступал на «Уэмбли» в 1991 и 1992 годах.

### Гэльский футбол
C 1958 по середину 1970-х годов на «Уэмбли» проводились турниры по хёрлингу и гэльскому футболу.

### Другие события
На «Уэмбли» проводились матчи сборной Англии по хоккею с мячом среди женщин: с 1951 по 1969 и с 1971 по 1991 год.
31 мая 1975 года на «Уэмбли» Ивел Книвел перепрыгнул на мотоцикле через 13 одноэтажных автобусов, но неудачно приземлился и сломал таз. За этим трюком наблюдали 90 000 зрителей.
В 1992 году Всемирная федерация реслинга продала 80 355 билетов на турнир SummerSlam, который прошёл на «Уэмбли». В главном поединке британский реслер Дэйви Бой Смит одержал победу над Бретом Хартом.

## Музыка
Стадион «Уэмбли» использовался в качестве концертной площадки с августа 1972 года, когда на нём прошел концерт звёзд рок-н-ролла под названием London Rock and Roll Show. 13 июля 1985 года на нём прошёл концерт Live Aid, в котором приняли участие Status Quo, Дэвид Боуи, Queen, Пол Маккартни, The Who, Dire Straits и U2. 20 апреля 1992 года на стадионе состоялся концерт, посвященный памяти Фредди Меркьюри.
Музыканты, выступавшие на старом «Уэмбли»:
- The Beatles (3 раза)
- Майкл Джексон (15 раз, на концерты продано в общей сложности 500 тыс. билетов)
- Тина Тёрнер (7 раз)
- The Animals (2 раза)
- Fleetwood Mac
- Джонни Кэш (1979, 1981 и 1986)
- AC/DC (2 концерта в 1979 году и в 1986)
- The Who (18 августа 1979 года: 80 000 зрителей)
- Queen (2 концерта в рамках «магического тура» 1986 года; запись концерта 12 июля вышла на аудио, VHS и DVD)
- Genesis (1986)
- Pink Floyd (2 концерта в августе 1988 года)
- The Cure
- Guns N’ Roses (в 1991 году Иззи Стрэдлин последний раз выступил на «Уэмбли», после чего покинул группу)
- INXS (1991, концерт был записан и выпущен на VHS/DVD «Live Baby Live»)
- Oasis (2 раза, также записали на стадионе альбом Familiar to Millions)
- Spice Girls (2 раза)

Во время мирового турне Майкла Джексона Bad World Tour в 1988 году на «Уэмбли» прошли 7 концертов артиста. На каждом концерте присутствовало 72 000 зрителей. Согласно книге рекордов Гиннесса, Джексон установил новый мировой рекорд, так как его концерты на «Уэмбли» посетили 504 000 человек. В 1992 году в рамках турне Dangerous World Tour Джексон дал ещё 6 концертов, а в 1997 году ещё 3 концерта. Общие доходы от продажи билетов на эти концерты составили более 1,1 млн. Этот рекорд не был побит до закрытия «Уэмбли».
Bon Jovi стал последним музыкантом, выступившим на старом «Уэмбли» перед его закрытием.